# Galeodes signatus
Galeodes signatus es una especie de arácnido  del orden Solifugae de la familia Galeodidae.

## Distribución geográfica
Se encuentra en Pakistán.